# Life (Thin Lizzy)
Life è il secondo album live della band hard rock irlandese Thin Lizzy, formato da due CD, pubblicato il 16 ottobre 1983.

## Tracce
CD 1
1. Thunder and Lightning – 5:11 (Downe, Lynott)
2. Waiting for an Alibi – 3:17 (Lynott)
3. Jailbreak – 4:08 (Lynott)
4. Baby Please Don't Go – 5:02 (Lynott)
5. The Holy War – 4:53 (Lynott)
6. Renegade – 5:45 (Lynott, Snowy White)
7. Hollywood (Down on Your Luck) – 4:10 (Snowy White, Lynott)
8. Got to Give It Up – 7:04 (Gorham, Lynott)
9. Angel of Death – 5:56 (Lynott, Wharton)
10. Are You Ready – 3:00 (Downey, Gorham, Lynott, Robertson)

Durata totale: 48:26
CD 2
11. The Boys Are Back in Town (Lynott) -4:53

12. Cold Sweat (Lynott, John Sykes) -3:08

13. Don't Believe a Word (Lynott) -5:12

14. Killer on the Loose (Lynott) -5:00

15. The Sun Goes Down (Lynott, Wharton) -6:45

16. Emerald (Downey, Gorham, Lynott, Robertson) -3:27

17. Black Rose (Lynott, Gary Moore) -6:40

18. Still in Love With You (Lynott, Moore) -9:00

19. The Rocker (Eric Bell, Downey, Lynott) -4:47

## Formazione
- Phil Lynott: basso, voce
- Scott Gorham: chitarra
- John Sykes: chitarra, voce
- Brian Downey: batteria, percussioni
- Darren Wharton: tastiera, voce

Hanno collaborato all'album:
- Eric Bell: chitarra (traccia 19)
- Gary Moore: chitarra (tracce 17,18,19)
- Brian Robertson: chitarra (tracce 16,19)
- Snowy White: chitarra (tracce 6,7,14)